# 川口恵子 (文化学者)
川口 恵子（かわぐち けいこ、1957年 - 2019年1月7日）は、日本の比較文化研究者。映画研究者。専門分野は比較文学比較文化、映画論。東京大学総合文化研究科学術研究員・慶應義塾大学非常勤講師・青山学院大学非常勤講師・和洋女子大学非常勤講師を務めた。

## 人物
愛媛県生まれ。1980年東京外国語大学英米語学科卒業、1986年にソルボンヌ大学大学院修士課程修了、1998年東京大学大学院総合文化研究科比較文学比較文化入学。
2008年『ジェンダーの比較映画史－「国家の物語」から「ディアスポラの物語」へ」』で博士（学術）取得。
2019年1月7日、急性心不全のため死去。

## 著書
- 映画に学ぶ英語 台詞のある風景 東洋書店 2009.3
- 『ジェンダーの比較映画史－「国家の物語」から「ディアスポラの物語」へ」』彩流社、2010

## 共著
- 語学王フランス語 川口裕司、クリスティアン・ブティエ 三修社 1997.12
- ゼロから話せるフランス語 川口裕司、クリスティアン・ブティエ 三修社 2000.8